# Еріх Мюзам
Еріх Курт Мюзам (нім. Erich Kurt Mühsam; 6 квітня 1878, Берлін, Німеччина — 10 липня 1934, концтабір Оранієнбургу, провінція Бранденбург, Німеччина) — німецький поет і драматург, відомий представник богеми. Анархіст. Наприкінці Першої світової війни — один із провідних агітаторів Баварської Радянської республіки. Проте світову популярність він отримав уже в роки Веймарської республіки (1919-1933) як автор робіт, в яких він насміхався з Адольфа Гітлера й засуджував нацистів ще до їхнього приходу до влади у 1933 році.

## Біографія
- 1900 — залучений в групу «Нове суспільство» (Neu Gemeinschaft) під керівництвом Джуліуса і Генріха Хартів, де поєднувалася соціалістична філософія з теологією та проживанням у комунах. У «Новому суспільстві» Мюзам познайомився з Густавом Ландауером, що сильно вплинуло на його світогляд.
- 1904 — Мюзам залишив «Нове Суспільство» й тимчасово перемістився до комуни художників Монте Верита у місті Аскона (Швейцарія), де теж проповідували принципи вегетаріанства й комунізму. Тут було написано першу п'єсу Мюзама Die Hochstapler («Шахраї»). Одночасно Еріх Мюзам починає співпрацювати з анархістськими журналами, через що перебував під постійним поліційним наглядом і піддавався арештам. Преса зображала його лиходієм, обвинуваченим в анархістських змовах і дрібних злочинах.
- 1911 — Мюзам заснував газету «Каїн» («Kain»), яка проіснувала до 1914 року.
- 1914 — Після початку Першої світової війни Мюзам зайняв ультранаціоналістичні позиції. Однак до кінця 1914, під тиском знайомих анархістів, відмовився від підтримки війни і став лютим її противником проповідуючи акції прямої дії, передусім страйк. Ці акції досягали успіху, реакцією влади стали масові арешти антивоєнних агітаторів.
- 1918 — Серед інших Мюзама було заарештовано і ув'язнено в квітні 1918, звідки його звільнено вже в листопаді. 8 листопада 1918 року лідер незалежних соціалістів Баварії Курт Айснер домігся від мюнхенської залоги (гарнізону) підтримки у проголошенні Баварської республіки. Найбільш помітними фігурами його кабінету були анархо-комуністичні й лівосоціалістичні інтелектуали — Густав Ландауэр, Ернст Толлер і Еріх Мюзам. Коли три місяці тому Курт Айснер був убитий монархістом, саме вони опинилися в уряді Баварської радянської республіки, проголошеної на початку квітня 1919 року. Через шість днів цей уряд було замінено суто комуністичним на чолі з Євгеном Левіне. Коли фрайкор і армія під командуванням Густава Носке придушили повстання і оволоділи Мюнхеном, Ландауера було убито, а Мюзама заарештовано й засуджено до п'ятнадцяти років в'язниці.
- 1920 — У в'язниці Мюзам завершує п'єсу «Юда» (1920) і велику кількість віршів. У 1923 р. він написав вірша «Німецький республіканський гімн», в якому він нападає на судову систему Веймарської республіки. Його часто переводили до одиночної камери — за написання «підривних» віршів, за образу баварського міністра та за будь-які дрібні порушення тюремного режиму. За спробу привернути увагу тюремної адміністрації до того, що багато ув'язнених потребують психіатричного лікування, він був покараний семитижневою камерою-одиночкою. «Це дасть Мюзаму можливість вирішити, чи варто ставати лідером, захищаючи права інших ув'язнених», — резюмував тюремний запис.
- 1924 — звільнений із в'язниці за амністією (до речі з тієї ж амністії було звільнено організатора «пивного путчу» Адольфа Гітлера).
- 1928 — Ервін Піскатор поставив п'єсу Еріха Мюзама Staatsrason («Державні інтереси»), написану по слідах подій страти несправедливо засуджених американських анархістів Сакко і Ванцетті.
- 1930 — Мюзам закінчив останню свою п'єсу Alle Wetter, де закликав до революції як єдиного способу запобігти світовому фашизму.
- 1933 — У березні, негайно після підпалу рейхстагу на Мюзама, як і на інших лівих інтелектуалів, було організовано облаву. Друзі передбачили це й добули йому квитка до Праги. Знайомий, за яким теж полювало гестапо, допомагав йому пакувати папери і книжки. |  | Очі його сяяли на бородатім обличчі. "Поїхав би ти, якби міг?" - спитав він друга і, почувши ствердну відповідь, тут-таки віддав йому квитка третього класу в Прагу. Молодий чоловік не ставив зайвих питань, похапцем спустився на вокзал з квитком, котрий був спасінням для життя Мюзама. Вранці Мюзама схопили штурмовики. Йому було 55. Більше він не вийшов на свободу. |

Наступні сімнадцять місяців його катували.

## Знущання нацистів
Спершу місцем ув'язнення був табір Зонненбург, потім Бранденбург і, нарешті, Оранієнбург. Під час свого перебування в Бранденбургу Мюзам попросив дозвіл написати листа до дружини Ценцль. Йому зламали обидва великих пальці і потім, знущаючись, дали дозвіл.
У Оранієнбургському таборі гестапівці придумали витончену кару — вони знайшли шимпанзе, якого підсадили в камеру Мюзама, чекаючи, що та поб'є і покусає поета. Але мавпа, що недавно втратила господаря, обняла Мюзама — дві нещасних нескінченно одиноких істоти посеред цього кошмару знайшли тепло і підтримку один в одному. Ненадовго. Гестапівці витягли шимпанзе з камери і на очах Мюзама замучили на смерть. 9 липня 1934 року його викликали до канцелярії табору і сказали прямо: «Даємо тобі 48 годин, щоб накласти на себе руки, але якщо ти не зробиш цього, ми візьмемося за тебе самі». На відміну від багатьох, які не витримали мук, Мюзам відмовився співпрацювати з катами. «Я не зроблю цю роботу, не стану власним катом, я надам цю можливість іншим», — сказав він товаришам по ув'язненню. Після закінчення терміну його забрали, назад він не повернувся. Понівечене тіло знайшли у зашморгу в туалеті, але професійно зав'язана петля видала вбивць.

## Доля творчої спадщини
У 1935 році фрау Мюзам (Зензл в колі друзів) після довгих сумнівів приїхала в Москву, передала Літературному інституту ім. Горького виключне право розпоряджатися рукописами чоловіка, організувала доставку рукописів з Праги до Москви. В 1949, посмертно, вийшла з друку автобіографія Еріха Мюзама «Імена і люди. Неполітичні спогади». Деякі твори Мюзама в 1925 р. було перекладено російською мовою і видано в СРСР. В пізніші роки кілька творів було опубліковано в журналі «Іноземна література».

## Твори
- Земля в вогні, М., 1925
- Заклик. Вибрані вірші і розповіді, М., 1925

## Публіцистика
- Анархія [Архівовано 16 вересня 2020 у Wayback Machine.] (1912)
- Відозва до духу [Архівовано 15 серпня 2009 у Wayback Machine.]
- Роздуми про державу [Архівовано 5 березня 2016 у Wayback Machine.]
- До природознавства виборця [Архівовано 5 березня 2016 у Wayback Machine.] 1907
- Смертовбивство [Архівовано 5 березня 2016 у Wayback Machine.] 1914
- Бисмарксизм [Архівовано 5 березня 2016 у Wayback Machine.] 1927
- Свобода як суспільний принцип [недоступне посилання] 1930
- Вся влада Радам [Архівовано 5 березня 2016 у Wayback Machine.] 1930